# Portsmouth (Ohio)
Portsmouth é uma cidade localizada no estado norte-americano de Ohio, no Condado de Scioto.

## Demografia
Segundo o censo norte-americano de 2000, a sua população era de 20.909 habitantes.
Em 2006, foi estimada uma população de 20.132, um decréscimo de 777 (-3.7%).

## Geografia
De acordo com o United States Census Bureau tem uma área de
28,6 km², dos quais 27,9 km² cobertos por terra e 0,7 km² cobertos por água. Portsmouth localiza-se a aproximadamente 162 m acima do nível do mar.

## Localidades na vizinhança
O diagrama seguinte representa as localidades num raio de 12 km ao redor de Portsmouth.